# Cerodontha braziliana
Cerodontha braziliana är en tvåvingeart som beskrevs av Spencer 1963. Cerodontha braziliana ingår i släktet Cerodontha och familjen minerarflugor. Inga underarter finns listade i Catalogue of Life.